# Volleyball Santa Croce
Volleyball Santa Croce  - żeński klub piłki siatkowej z Włoch. Został założony w 1973 roku z siedzibą w Santa Croce sull’Arno.

## Kadra zawodnicza

### Skład 2011/2012
| Nr  | Zawodnik                 | Wiek | Wzrost | Pozycja      |
| --- | ------------------------ | ---- | ------ | ------------ |
| 2.  | Ilaria Demichelis        | 1987 | 178    | Rozgrywająca |
| 3.  | Valeria Rosso            | 1981 | 182    | Przyjmująca  |
| 5.  | Mirela Corjeauțanu       | 1977 | 192    | Przyjmująca  |
| 6.  | Sara Ruberti             | 1990 | 186    | Przyjmująca  |
| 7.  | Giada Boriassi           | 1992 | 188    | Środkowa     |
| 8.  | Giorgia Tanturli         | 1981 | 168    | Rozgrywająca |
| 9.  | Anita Filipovics         | 1988 | 192    | Środkowa     |
| 10. | Alessia Lanzini          | 1981 | 165    | Libero       |
| 11. | Natalia Guadalupe Brussa | 1985 | 188    | Atakująca    |
| 12. | Deborah Liguori          | 1989 | 178    | Przyjmująca  |
| 13. | Maja Batina              | 1989 | 189    | Atakująca    |
| 14. | Manuela Caponi           | 1979 | 186    | Środkowa     |
| 18. | Marina Zambelli          | 1990 | 187    | Środkowa     |